# Бригиттки

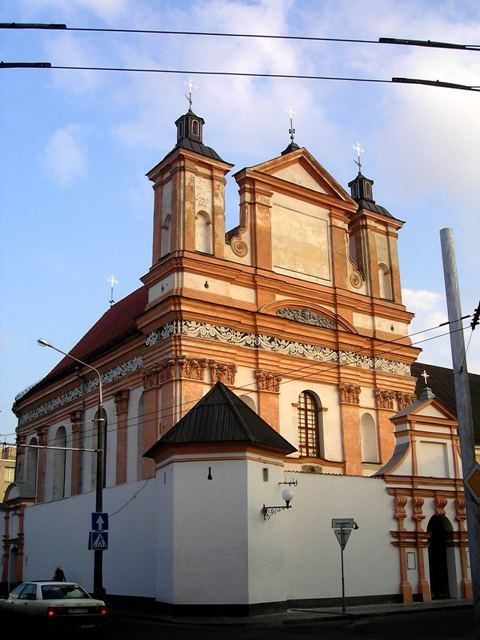
Церковь бригитток в Гродно, Белоруссия

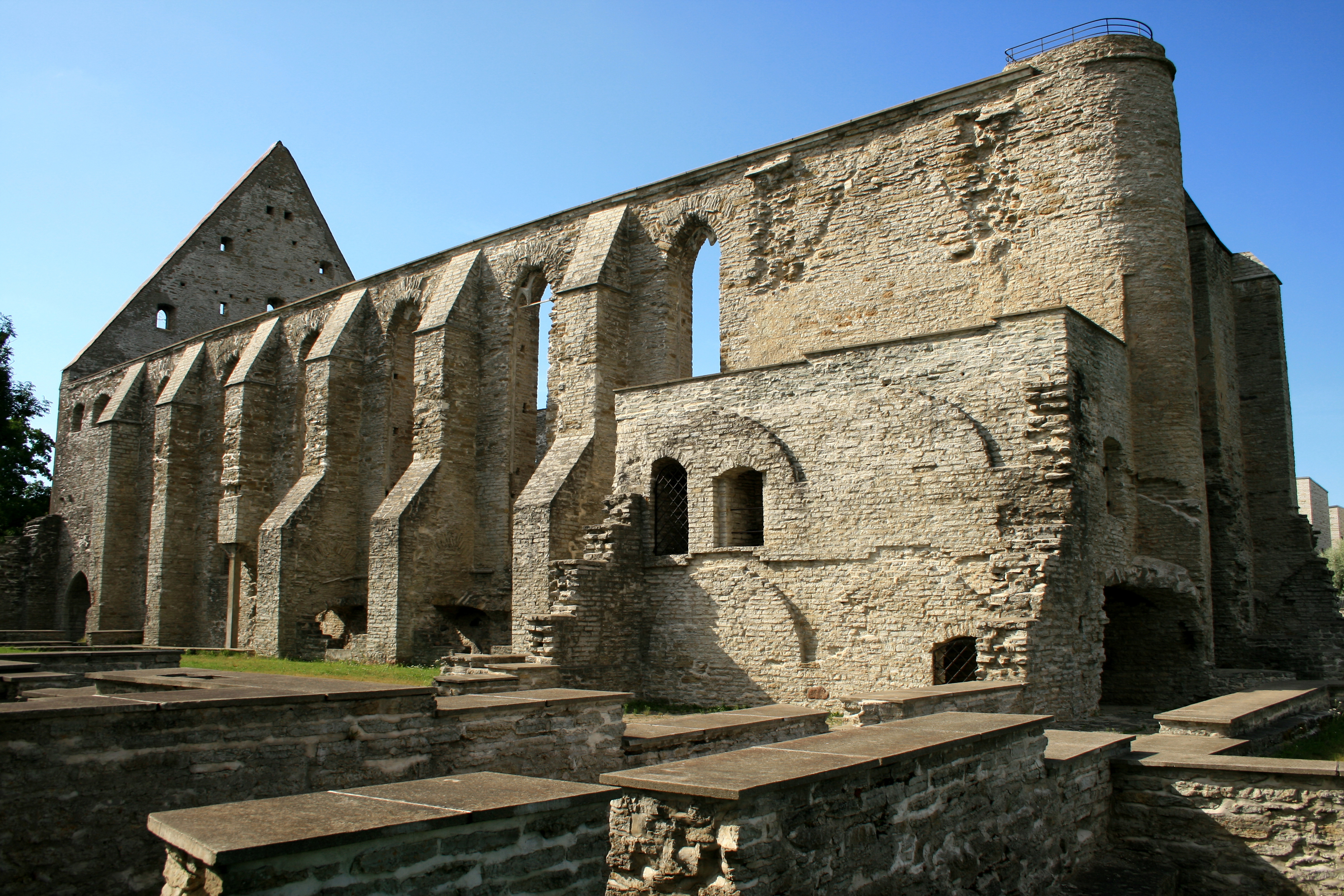
Монастырь св. Бригитты в Таллине

Бригиттки, также Орден Св. Спасителя, Биргиттинский орден (лат. Ordo Sanctissimi Salvatoris, OSSalv, OSSS), Орден св. Бригитты (Ordo Sanctae Brigittae, OSBirg) — католический монашеский орден, основанный святой Бригиттой Шведской в XIV веке. Первоначально орден задумывался смешанным, но с XVII века существует как женский.

## Организация
В 1998 году Бригиттинский орден насчитывал 587 монахинь в 48 монашеских обителях, из которых 13 — автономны, а 35 находятся под единым руководством (с резиденцией в Риме).

## История
По замыслу святой Бригитты и согласно уставу, утверждённому в 1378 году орден должен был состоять из 60-и сестёр и 25-и братьев. Традиция монашеской жизни в целом следовала Бенедиктинскому уставу, особенностью было то, что братья вели пастырскую и проповедническую деятельность и за стенами монастырей, в то время, как сёстры жили в строгом затворе.
Со временем Орден начал увеличивать свою численность, в Средние века в Ордене было 25 монастырей в большинстве стран Европы, главным из которых оставался монастырь в Вадстене, в Швеции, основанный св. Бригиттой. Жемчужиной Вадстены была большая библиотека редких и ценных книг, там же в конце XV века возникла первая в Швеции типография.
Реформация нанесла ордену страшный удар. Значительное число монастырей было конфисковано, в том числе и монастырь в Вадстене. В XVII—XVIII веках орден сумел частично восстановить свои позиции, продолжая деятельность, как женский орден.